# Bezirksverwaltung für Staatssicherheit Dresden
Die Bezirksverwaltung für Staatssicherheit (BVfS) Dresden war eine regionale Außenstelle des Ministeriums für Staatssicherheit der DDR im Bezirk Dresden. Die Zentrale der BVfS lag von Herbst 1953 bis 1989 in der Bautzner Straße 112 in Dresden. 16 Kreisdienststellen waren der BVfS unterstellt.
Ende 1988 war Horst Böhm Leiter der BVfS und sie hatte 3.591 hauptamtliche Mitarbeiter, die 13.564 Inoffizielle Mitarbeiter führten.
Auf einem Teil des Geländes befindet sich die Gedenkstätte Bautzner Straße Dresden.